# Nakovanj
 Ovo je glavno značenje pojma Nakovanj. Za druga značenja pogledajte Nakovanj (razdvojba).
Nakovanj se postavlja na stabilni panj i ima zadatak ublažiti udarce i vibracije uzrokovane udarcima čekića po predmetu i nakovnju. Radna površina nakovnja je zakaljena. Nakovanj se sastoji od središnjeg prizmatičnog dijela i dva čeona šiljka, od kojih je jedan konusnog oblika i služi za savijanje predmeta, a drugi je oblika piramide i služi za savijanje pod kutom. Na gornjoj površini nakovnja nalaze se dva otvora, jedan okrugli, jedan kvadratni, a služe za postavljanje pomoćnih alata.

## Povijest kovanja
Tehnologija kovanja je jedan od najstarijih i najraširenijih postupaka obrade metala deformiranjem. U sklopu složenog metalurškog procesa dobivanja bakra, odnosno bronce iz malahita, njegovim taljenjem u naročitim pećima, čovjek je usput upoznao i željezo. Malahitu bi se, naime, kao taljivo dodavala i željezna ruda. Osim što bi potpomagala redukciju malahita, ona bi na sebe vezivala raznorazne nepoželjne čestice pijeska koje su bile sastavni dio malahita. Po završetku taljenja obrazovala bi se troska, koju je, nakon što bi se talina ohladila, bilo lako odvojiti od bakra. Ta je troska sadržavala komade željeza, koje je, međutim, bilo vrlo porozno, nalik na spužvu, po čemu je i nazvano spužvasto željezo. Pod udarcima čekića ponovno zagrijanog spužvastog željeza ostatak bi troske otpao, a željezo postalo kompaktnije. Tako bi se dobilo skoro čisto željezo, koje danas nazivamo kovanim željezom. Željezo u čistom stanju, međutim, mekše je od bronce, a k tome u dodiru s vlažnim zrakom brzo oksidira, tj. hrđa. Stoga drevim metalurzima nije ni moglo biti naročito zanimljivo – sve dok nije izumljen način da se dobije tzv. „dobro željezo“.
„Dobro željezo“ proizvodilo se ponavljanjem nekoliko ciklusa koji su se sastojali od zagrijavanja komada spužvastog željeza na temperaturu od oko 1200 °C, da bi omekšalo, a zatim udaranja čekićem, da bi se uklonila troska, a željezo sabilo. Zagrijavanje se obavljalo u posebnim pećima na drveni ugljen. Tom je prilikom željezo dolazilo u doticaj s ugljikovim monoksidom, kao produktom nepotpunog izgaranja drvenog uglja. To je pak pogodovalo difuziji ugljika u površinski sloj željeza. Kao rezultat nastajala bi slitina željeza i ugljika (čelik) bitno tvrđa i od bronce, čak i ako bi udio ugljika bio svega 0,5%. Pronađen je, dakle, čelik. Njegova su se mehanička svojstva također mogla poboljšati plastičnom deformacijom. Povrh toga, ljudi su već u ono doba morali primijetiti da se pougljičenjem ograničenim samo na površinski sloj, npr. oštrice mača ili vrška alata, postiže vrlo povoljna kombinacija visoke površinske tvrdoće s dobrom duktilošću (žilavost) unutrašnjosti, jezgre, izratka. Opisana metoda selektivnog pougljičavanja u biti odgovara suvremenom postupku cementiranja. Uloga ugljika u promjeni svojstava željeza, odnosno čelika, onodobnim metalurzima naravno nije bila poznata. Znanje i vještina izrade dobrog oružja ili alata stjecali su se iskustvom.